# Stazione di Trofarello
La stazione di Trofarello è una stazione ferroviaria a servizio dell'omonima città e della vicina frazione Moriondo di Moncalieri. Essa è posta sulle linee da Torino per Genova e Savona nonché funge da capolinea per la breve diramazione per Chieri. 

## Storia

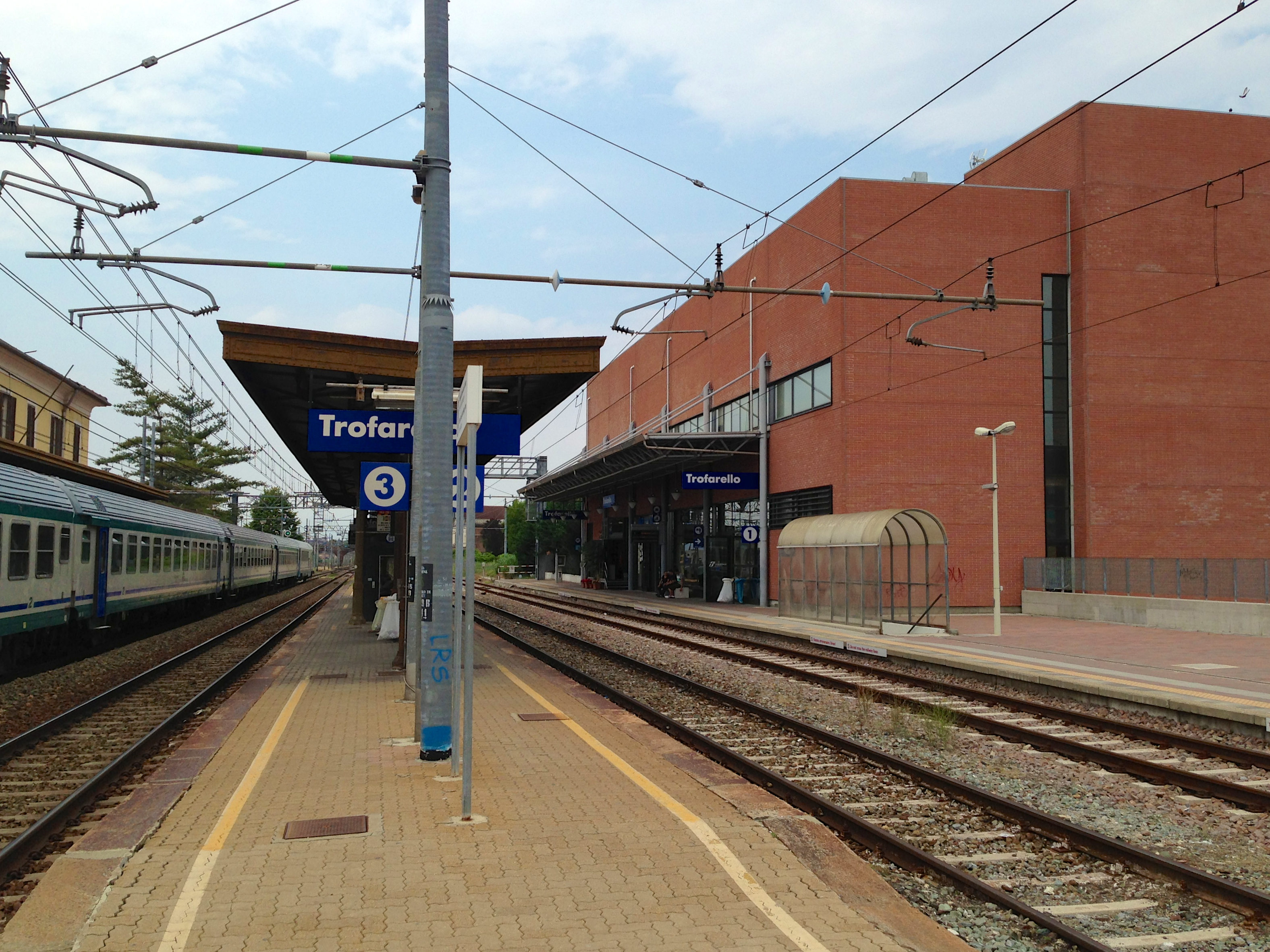
Piazzale binari della stazione

La stazione entrò in funzione con l'inaugurazione del tratto iniziale della linea per Genova, cioè Moncalieri-Trofarello, nel 1848, e la sua costruzione ebbe termine negli anni 1850. Nel 1853 divenne stazione di diramazione per la linea per Fossano-Cuneo e nel 1874 della ferrovia Trofarello-Chieri.
 Nel 2007 venne inaugurato il nuovo fabbricato viaggiatori, con il conseguente ampliamento della stazione: tale riqualificazione portò al rinnovo delle biglietterie e della sala d'attesa, nonché alla posa in opera di ascensori per l'accesso ai binari.

## Strutture e impianti
La stazione comprende 7 binari utilizzati per i viaggiatori ed alcuni per scalo merci.

## Movimento
La stazione è servita da treni da diverse linee del Servizio Ferroviario Metropolitano di Torino 1, 4, 6, 7 per Chieri, Alba, Asti e Fossano.

## Interscambi
A breve distanza dalla stazione sono presenti le fermate dei bus urbani, linee 45, 45/ e 83, oltre a dei pullman interurbani.

## Servizi
La stazione dispone di:
- Biglietteria automatica
- Biglietteria a sportello
- caffetteria
- Servizi igienici
- Sala di attesa